# Бернард Іном
Бернард Іном (фр. Bernard Inom; 25 серпня 1973, Реюньйон) — французький професійний боксер, чемпіон Європи за версією EBU (2008) в найлегшій вазі, призер чемпіонату світу серед аматорів.

## Аматорська кар'єра
На чемпіонаті світу 1993 в категорії до 48 кг програв в першому бою Ншану Мунчян (Вірменія).
На чемпіонаті світу 1995 переміг Султана Абдулражакова (Казахстан), Рафаеля Лосано (Іспанія) та Хуана Рамірес (Куба), а у фіналі програв Данієлю Петрову (Болгарія) — 5-11.
На чемпіонаті світу 1997 в категорії до 51 кг програв у другому бою Карміне Моларо (Італія).
На чемпіонаті Європи 1998 програв в другому бою Рамазу Газашвілі (Грузія).

## Професіональна кар'єра
2001 року Бернард Іном перейшов до професійного боксу.
Протягом 2001—2004 років провів 10 переможних боїв. 1 лютого 2005 року завоював титул чемпіона Європейського союзу за версією EBU в найлегшій вазі.
5 грудня 2005 року вийшов на бій проти чемпіона світу за версією WBO аргентинця Омара Нарваес і зазнав поразки нокаутом в одинадцятому раунді.
1 червня 2007 року Іном вийшов на бій за титул чемпіона Європи за версією EBU в найлегшій вазі проти італійця Андреа Саріцу. Поєдинок завершився нічиєю, і Саріцу зберіг звання чемпіона. 3 травня 2008 року відбувся другий бій між Бернардом Іном та Андреа Саріцу, і цього разу француз, нокаутувавши суперника у восьмому раунді, завоював титул чемпіона Європи.
Протягом 2009—2013 років Іном провів ще шість поєдинків, в яких зазнав трьох поразок, після чого завершив виступи.